# Скрантон (Северна Дакота)
Скрантон (енгл. Scranton) град је у америчкој савезној држави Северна Дакота.

## Демографија
По попису из 2010. године број становника је 281, што је 23 (-7,6%) становника мање него 2000. године.
| Група             | 2000.       | 2010.       |
| Белци             | 301 (99,0%) | 268 (95,4%) |
| Афроамериканци    | 0 (0,0%)    | 0 (0,0%)    |
| Азијати           | 0 (0,0%)    | 0 (0,0%)    |
| Хиспаноамериканци | 2 (0,7%)    | 2 (0,7%)    |
| Укупно            | 304         | 281         |